# FCオーバーノイラント
FCオーバーノイラント（FC Oberneuland Bremen von 1948）はドイツのブレーメンを構成する地区の一つオーバーノイラントにホームを置くサッカークラブである。

## 歴史
1948年に発足した。近年は主に4部リーグに在籍しており、2003-04シーズンは不振で5部へ降格したが、2006-07シーズンに4部へ復帰した。2007-08シーズンを4部9位で終え、2008-09シーズンに再編されたレギオナルリーガ（新たな4部リーグ）へ所属することになった。

## タイトル

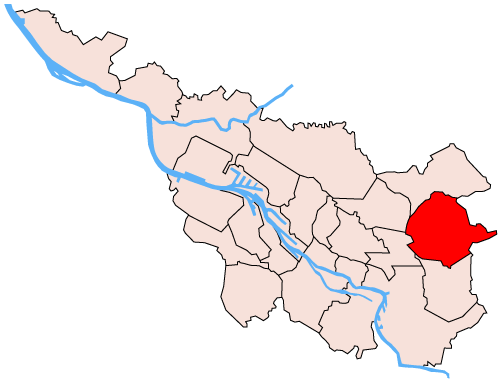
ブレーメン内のオーバーノイラント地区

### 国内タイトル
なし

### 国際タイトル
なし

## 歴代所属選手
- アンドレ・ハーン 2010-2011